# 春風一級棒
《春風一級棒》（日语：／ Harukaze ichibantsu）是ストライク平助的日本四格漫畫作品，於2008年2月號至2010年6月號上連載。中文版由東立出版社代理發行。

## 故事簡介
本作舞台為典典與惠惠兩兄妹居住的野賀家，隨著居家家政婦春風開始工作，隔壁鄰居櫻千繪理與惠惠的同學黑光剛毅相繼來到野賀家，讓野賀家一口氣熱鬧起來。
本作是描寫野賀家日常生活的戀愛喜劇，其中也有作者前作的角色出場。

## 登場人物
草田 春風
住在野賀家工作的家政婦。外表是個年輕女性，但實際上已經有一定年紀。受到姪子一護影響，動漫知識豐富，言行常讓典典和惠惠感到困惑。個性開朗活潑，但注意到自己喜歡典典後，開始為自己和典典的年齡差距煩惱。
野賀 典典
野賀家長男，就讀高中2年級，暱稱野賀典。個性認真，非常照顧妹妹惠惠。身體虛弱，同時被年輕女性摸到身體還會想吐。認為春風是年輕女性，被摸到會吐出來。有在便利商店打工。原本是孤兒，被野賀家領養後，成為惠的哥哥，典典這個名字是被領養時雙親取的。
野賀 惠惠
野賀家長女，就讀高中1年級。雙親都是日本人，但外表比較像外國人，頭髮原本是金色，後來染成茶色。黑光常常嘲笑她不像日本人這點。愛慕哥哥典典，有戀兄情節傾向。早上起床很難清醒，時常神智不清的刷牙、吃飯。是唯一知道春風實際年齡的人。
黑光 剛毅
惠惠的同學，名稱、髮型與登場方式都給人蟑螂的感覺，被春風取了小強這個綽號。被千繪理追殺時躲進野賀家，而後成為野賀家的常客。容易自鳴得意，也不太會看場合，很有氣勢但力氣卻很弱。對女性完全沒興趣，本人表示已「心有所屬」（對象是男性），很憧憬對方的生活方式。
櫻 千繪理
搬到野賀家隔壁的少女，8歲。法國人和日本人的混血兒，日語很生硬。
喜歡惠惠，稱呼惠惠「王子」，討厭時常嘲笑惠惠的黑光，常用詛咒的名義對他下藥。
綠川 乃乃美
典典的同學，戴眼鏡的少女。喜歡典典，但因為個性膽怯而一直無法表白。
小巾
寵物店硬塞給春風，後來養在野賀家的小狗。黑光把自己的頭巾送給牠，並取名為小巾。

### 前作人物
草田 一護
春風的侄子，就讀高中2年級。外表出眾，是重度的動漫狂熱份子。為了把春風帶回老家而來到野賀家。
草田 冬風
春風的姊姊，一護的母親。在公司擔任社長職務，卻因為被丈夫甩掉的打擊，而產生記憶喪失的現象，連兒子一護也認不太出來。
鈴吾 倫
寵物店「エトピリカ」的社長。一謢同父異母的姊姊。把小巾硬塞給春風的人。
綠川 萊美
乃乃美的姊姊。前作登場的「松戸コンツェルン」關係企業的經營者，不斷替妹妹的戀愛打氣。
八崎 倍男
黑光的好友，他「心有所屬」的人物。原本是企業少爺，擅長生物工程，卻因為某些原因，在公園中搭帳篷生活。
茶布林根
典典打工的便利商店的女性前輩，生氣起來非常恐怖。真實身分是八崎製作出來的強化複製人。

## 出版書籍
日文版
- 2009年5月5日 初版發行 ISBN 9784758080392
- 2010年7月5日 初版發行 ISBN 9784758080873

中文版
- 2011年7月18日 初版發行 ISBN 9789861073699